# Red Flag Linux
Red Flag Linux (红旗 Linux) ist eine auf chinesische Bedürfnisse abgestimmte Linux-Distribution, die zunächst im asiatischen Raum, später weltweit einen Ersatz für Microsoft Windows darstellen soll. Die Distribution wird unter anderem von der chinesischen Regierung gefördert.

## Geschichte
Zum ersten Mal erschien Red Flag Linux im August 1999. Entwickelt wurde die Linux-Distribution vom Institut für Software an der chinesischen Akademie der Wissenschaft (englisch Chinese Academy of Sciences). Finanzielle Unterstützung kam vom Shanghai NewMargin Venture Capital, welches wiederum Eigentum der chinesischen Regierung ist. Der chinesische Staat unterstützt die Entwicklung und Verbreitung von Red Flag Linux somit seit Beginn auf finanzielle Weise, aber auch politisch auf dem Absatzmarkt Chinas. Partner des Red-Flag-Projekts waren zu Beginn die Firmen Compaq (wurde später von Hewlett-Packard erworben) und Beijing Founder Electronics. Weitere geschäftliche Beziehungen bestanden auf dem chinesischen Markt mit Firmen wie Dell, IBM, Intel, Oracle sowie BEA Systems, Great Wall, Haier, SGI, Sybase und TCL. Mit Hilfe von Hewlett-Packard wollte Red Flag Software den Weltmarkt erschließen.
Im Jahr 2000 wurde von der chinesischen Akademie der Wissenschaft und der NewMargin Venture Kapital die Firma Red Flag Software Co., Ltd. (oft Red Flag genannt) gegründet, deren Firmensitz Peking ist. Das Unternehmen entwickelt seither Linuxsysteme und Programme für den Arbeitsplatzrechner- und Server-Einsatz. Es war insbesondere als preisgünstige Alternative zu dem für chinesische Bürger fast unerschwinglichen Windows 2000 entwickelt worden.
Im März 2001 berichtete Bloomberg News, dass CCIDNET Investment, ein Teil des Ministry of Information Industry, zum zweitgrößten Gesellschafter von Red Flag wurde.
Laut gartner.com vergab die Regierung von Peking am 28. Dezember 2001 Aufträge für Büro- und Antiviren-Anwendungen sowie Betriebssoftware an sechs verschiedene lokale Software-Anbieter, darunter Red Flag, lehnte aber Microsoft, den siebten Bewerber, ab.
Seit 2004 arbeiten China, Südkorea und Japan gemeinsam an Plänen um Red Flag Linux zu einer bedeutenden Alternative zu Windows zu machen. Laut Medienberichten sollten sich unter anderem die Unternehmen NTT Data, Matsushita Electric, NEC, Hitachi und Fujitsu an den Plänen für die Entwicklung und Nutzung von Open-Source-Software beteiligen. Begründet wurde diese Suche nach einem Ersatz für Windows mit der unerwünschten Abhängigkeit von US-amerikanischen Firmen wie Microsoft sowie Bedenken beim Schutz vor Angriffen durch Computerviren.
Ein Sprecher des japanischen Handelsministeriums ließ beispielsweise verlauten, dass man ein Open-Source-Betriebssystem entwickeln wolle, da man verstanden habe, dass „eine Marktbeherrschung durch ein einziges Unternehmen nicht gut ist“. Für Linux sprach zudem dessen Stabilität.
Im Jahr 2006 hatte Red Flag Linux in China einen Marktanteil von über 80 % bei Linux-Desktops.
SAP unterstützt seit März 2006 einige Versionen auf RedFlag Linux. So sind SAP ERP 2004 SR1 ECC5.0 sowie CRM 4.0 auf WebAS 6.20 zur Installation freigegeben.
Folgende Versionen sind erlaubt:
- RedFlag Advance Server 4.1 auf I386
- RedFlag Data Center Server 5.0 auf x86_64
- RedFlag Data Center Server 5.0 on Power(ppc64)

Folgende Datenbanken sind zulässig:
- MaxDB
- IBM DB2 Universal Database
- Oracle 9i und 10g

Am 17. Februar 2014 vermeldete die South China Morning Post, dass Red Flag Linux vor dem Aus stehe. Grund dafür sei Missmanagement und der geringe Bekanntheitsgrad von Red Flag Linux, der sich gegen die große Konkurrenz wie Red Hat Enterprise Linux und SUSE Linux Enterprise Server nicht richtig durchsetzen konnte. Zudem soll die Firma finanzielle Probleme mit Lohn- und Rechnungszahlung haben. Daher sollen die Verträge zu Donnerstag gekündigt werden und das Projekt eingestellt werden.
Das Unternehmen wurde jedoch nicht gänzlich eingestellt, die Version 9.0 erschien 2017, die Version 10.0 für Desktop 2019.

## Absicht und Ziele
- Ein Ziel sollte es nach Vorstellung von Matei Mihalca sein, die marktbeherrschende Stellung von Microsoft Windows auf dem chinesischen Computer-Markt zu verringern, was am besten durch „vollständige Transparenz beim zugrunde liegenden Code“ erreicht werden kann. Auch Kosteneinsparungen spielen eine Rolle.
- Die Firma Red Flag Software konzentrierte sich auf die Entwicklung und den Vertrieb von Linux-basierten Betriebssystemen und der dazugehörigen Anwendungssoftware für verschiedenste Rechner-Plattformen, um der wachsenden Nachfrage chinesischer Technologie-Anwender gerecht zu werden.
- Red-Flag nutzte die Office-Suite StarOffice von Sun Microsystems und verwendet als Desktop-System K Desktop Environment.
- Das Red-Flag-Projekt schloss mit Trolltech ein Abkommen, um eine Plattform für Embedded-Linux-Systeme zu schaffen. Dadurch können bei den in China verkauften Personal Computern bereits vorinstalliertem Red Flag Linux verkauft werden. In den Geschäften wurde neben anderen Linux-Distributionen vor allem Red Flag Linux angeboten. In Europa ist hingegen beim Kauf eines PCs zumeist Windows als Betriebssystem enthalten.

| Version      | Datum              |
| ------------ | ------------------ |
| 1.0          | 20. September 1999 |
| 2.0          | 18. Oktober 2000   |
| 2.4          | 28. April 2001     |
| 3.0          | 2. April 2002      |
| 3.2          | 12. August 2002    |
| 4.0          | 14. Juli 2003      |
| 4.1          | 5. November 2004   |
| 5.0(Apatite) | 11. November 2005  |
| 6.0          | 29. September 2007 |
| 7.0          | 14. April 2009     |
| 8.0(inWise)  | 23. April 2013     |
| 9.0(Taihang) | 2017               |
| 10.0         | 2019               |

## Einsatzgebiete
Für die verschiedenen Einsatzgebiete gibt es unterschiedliche Varianten von Red Flag Linux:
- Red Flag Linux Desktop
- Red Flag Linux Server
- Red Flag Linux Server for high performance enterprise applications
- Red Flag Linux für IBM S/390/Alpha/Intel/PA RISC/Sun Sparc Host
- Embedded Linux OS für Set-Top-Boxen, PDAs und Thin Clients

## Enthaltene Software (Auszug)
- K Desktop Environment, Gnome – Desktopumgebung
- Apache OpenOffice – Office-Paket
- Opera – Webbrowser
- RealPlayer – Medienplayer